# Euarestoides abstersus
Euarestoides abstersus är en tvåvingeart som först beskrevs av Friedrich Hermann Loew 1862.  Euarestoides abstersus ingår i släktet Euarestoides och familjen borrflugor. Inga underarter finns listade i Catalogue of Life.